# أركسيلاوس الثالث ملك مملكة قورينائية
أركسيلاوس الثالث (باليونانية: Ἀρκεσίλαος)، هو الملك السادس لقورينا من أسرة البطايده، تولى الحكم بعد أبيه سنة 530 قبل الميلاد إلى أن قتل سنة 515 قبل الميلاد.

## النسب
أركسيلاوس الثالث هو نجل الملك باتوس الثالث والملكة بيريتيما، وأخ لاديس زوجة الفرعون أحمس الثاني.

## الحكم الأول والنفي
عندما توفي والده سنة 530 قبل الميلاد، تولى أركسيلاوس الملك. وفي عام 525 قبل الميلاد، تحالف أركسيلاوس مع الملك قمبيز الثاني ملك بلاد فارس والذي قام مؤخرًا بغزو آيجوبتوس.
حوالي عام 518 قبل الميلاد، لم يعد أركسيلاوس يقبل التغييرات الدستورية التي أحدثها والده الراحل بمساعدة ديمونكس، بحيث طالب باستعادة حقوق أسلافه ودعمته والدته في ذالك. تلا ذلك صراعات مدنية، هزم فيها أركسيلاوس وفر إلى جزيرة ساموس، بينما هربت والدته إلى بلاط الملك إيلثون في قبرص حيث سعت للحصول على قوات منه، لكنه رفض طلبها.
في جزيرة ساموس، قام اركسيلاوس بحشد الرجال وتجنيدهم للخدمة في جيشه من خلال وعدهم بمنحهم أرضي في مملكة برقة. بمجرد أن حشد جيشه، سافر إلى معبد دلفي لكشف والتنبأ حول مستقبله في قورينا، حيث بشرته العرافة أن الحكم في قورينا سيكون من عائلته لثمانية أجيال، كما نصحته ألا يحاول الحفاظ على الحكم أكثر من ذالك، كما نصحته بأن يتوخى الحذر في كيفية معاملته للمواطنين وأن لا يقسو عليهم.

## استرداد الحكم والموت
عاد اركسيلاوس إلى مملكة قورينا بجيشه واستطاع استعادة السلطة، والدفع بخصومه السياسيين للخروج من العاصمة قورينا إلى المنفى. حصل أنصاره على قطع الأرض الموعودة، ولكن خوفًا من رد فعل عنيف (وتجاهل نصيحة أوراكل)، غادر اركسيلاوس قورينا وذهب إلى بلدة باركي المرج حاليا، التي كان حاكمها أليزير، والد زوجته.
أثناء وجوده في السوق في باركة مع والد زوجته، تعرف بعض المنفيين على بأركسيلاوس، فقترب المنفيين من الرجلين وقتلوهما. دفن اركسيلاوس بالقرب من أسلافه الأب في قورينا، وخلف اركسيلاوس والدته بيريتيما، التي حكمت برقة حتى وفاتها في وقت لاحق سنة 515 قبل الميلاد. بعد وفاتها، خلفها ابن اركسيلاوس الوحيد، باتوس الرابع.